# Goera conclusa
Goera conclusa är en nattsländeart som beskrevs av Georg Ulmer 1905. Goera conclusa ingår i släktet Goera och familjen grusrörsnattsländor. Inga underarter finns listade i Catalogue of Life.